# Де Кастро, Йорган
Йорган де Кастро (порт. Yorgan de Castro; род. 19 декабря 1987, Минделу, Кабо-Верде) — кабо-вердианско-португальский боец смешанных единоборств, выступающий в тяжёлом весе. Ранее он выступал за UFC, ныше же является представителем российского промоушена Eagle FC.

## Биография
Йоргад Де Кастро родился 19 декабря 1987 года в Минделу, Кабо-Верде. В 18 лет он переехал в Португалию и начал заниматься кикбоксингом, официально дебютировав в боях только через 6 месяцев. Он мечтал когда-нибудь сразиться в крупных кикбоксинг-промоушенах, таких как K-1 и Glory.
Позже, переехав в США, чтобы быть со своей семьей, его дядя убедил его тренироваться в Lauzon MMA, принадлежащем нынешнему бойцу UFC Джо Лозону, где он открыл для себя смешанные единоборства и начал тренироваться.

## Карьера в смешанных единоборствах
Начав свою карьеру в 2017 году, Кастро набил рекорд 4-0, проведя три боя в CES MMA и один в NEF. За яркие бои получил приглашение на претендентскую серию Даны Вайта, чтобы побороться за контракт с UFC, который был успешно получен благодаря победе техническим нокаутом над Сэнфордом Алтоном Миксом.

### UFC
Кастро дебютировал в UFC на турнире UFC 243 6 октября 2019 года, в открывающем бою главного карда против Джастина Тафы. Кастро нокаутировал соперника на второй минуте первого раунда. Данная победа принесла ему бонус «Выступление вечера».
Первоначально Кастро должен был сразиться с Грегом Харди 28 марта 2020 года на турнире UFC on ESPN: Ngannou vs. Rozenstruik. Однако в связи с пандемией COVID-19 мероприятие было отложено. Однако 9 апреля президент UFC, объявил, что это событие было отложено и бой в итоге состоялся 9 мая 2020 года на UFC 249. Кастро проиграл бой единогласным решением судей.
Кастро изначально был назначен бой 4 октября 2020 года с Беном Сосоли на турнире UFC on ESPN: Холм vs. Альдана. Однако в конце июля Сосоли отказался от боя, сославшись на операцию на глазу, и его заменил Карлос Фелипе. Йорган проиграл бой единогласным решением судей.
Кастро встретился с Джарджисом Данхо 10 апреля 2021 года на турнире UFC on ABC: Веттори vs. Холланд. Он проиграл бой нокаутом в первом раунде.
30 апреля 2021 года стало известно, что Кастро уволен из UFC.

### Карьера после UFC
Кастро должен был впервые появиться после своего выхода в UFC против Ракима Кливленда 6 августа 2021 года на CES 63. Однако Кастро объявил, что отказался от боя из-за семейных проблем.
Кастро встретился с Даниэлем Уильямсом 7 ноября 2021 года на CES 65. Он выиграл бой единогласным решением судей.

### Eagle FC
Кастро подписал контракт на несколько боев с лигой Хабиба Eagle Fighting Championship и дебютировал против Шона Ашера 28 января 2022 года на Eagle FC 44. Он выиграл бой удушением гильотиной в первом раунде.
Кастро выступил хедлайнером против Жуниора Дос Сантоса 20 мая 2022 года на Eagle FC 47. Кастро выиграл бой техническим нокаутом в третьем раунде из-за остановки боя врачом после того, как Дос Сантос получил травму плеча и не смог продолжить бой.

## Личная жизнь
Йорган женат и имеет 6-летнюю дочь.

## Статистика в смешанных единоборствах
| Боёв 12  | Побед 9 | Поражений 3 |
| -------- | ------- | ----------- |
| Нокаутом | 6       | 1           |
| Сдачей   | 1       | 0           |
| Решением | 2       | 2           |

| Результат | Рекорд | Соперник              | Способ                        | Турнир                             | Дата           | Раунд | Время | Место               | Примечание                                              |
| --------- | ------ | --------------------- | ----------------------------- | ---------------------------------- | -------------- | ----- | ----- | ------------------- | ------------------------------------------------------- |
| Победа    | 9-3    | Жуниор Дус Сантус     | TKO (травма плеча)            | Eagle FC 47                        | 20 мая 2022    | 3     | 0:33  | Майами, США         |                                                         |
| Победа    | 8-3    | Шон Ашер              | Самбишн (удушение гильотиной) | Eagle FC 44                        | 28 января 2022 | 1     | 1:04  | Майами, США         |                                                         |
| Победа    | 7-3    | Даниэль Уильямс       | Решение (единогласное)        | CES 65                             | 7 ноября 2021  | 3     | 5:00  | Провиденс, США      |                                                         |
| Поражение | 6-3    | Джарджис Данхо        | KO (удар)                     | UFC on ABC: Веттори vs. Холланд    | 10 апреля 2021 | 1     | 3:02  | Лас-Вегас, США      |                                                         |
| Поражение | 6-2    | Карлос Фелипе         | Решение (единогласное)        | UFC on ESPN: Холм vs. Альдана      | 4 октября 2020 | 3     | 5:00  | Абу-Даби, ОАЭ       |                                                         |
| Поражение | 6-1    | Грег Харди            | Решение (единогласное)        | UFC 249                            | 9 мая 2020     | 3     | 5:00  | Джэксонвилл, США    |                                                         |
| Победа    | 6-0    | Джастин Тафа          | KO (удар)                     | UFC 243                            | 6 октября 2019 | 1     | 2:10  | Мельбурн, Австралия | Выступление вечера                                      |
| Победа    | 5-0    | Сэнфорд Элтон Микс    | TKO (удар ногой и добивание)  | Претендентская серия Даны Вайта 17 | 18 июня 2019   | 1     | 4:45  | Лас-Вегас, США      |                                                         |
| Победа    | 4-0    | Карлтон Литтл старший | Решение (единогласное)        | CES MMA 54                         | 19 января 2019 | 3     | 5:00  | Линкольн, США       | Дебют в тяжёлом весе                                    |
| Победа    | 3-0    | Рас Хилтон            | KO (удар)                     | NEF 36                             | 17 ноября 2018 | 1     | 2:36  | Портленд, США       | За вакантный пояс Fight Night Catchweight Championship. |
| Победа    | 2-0    | Дэвид Уайт            | TKO (удары)                   | CES MMA 50                         | 15 июня 2018   | 3     | 2:20  | Линкольн, США       |                                                         |
| Победа    | 1-0    | Джеймс Дискард        | TKO (удары)                   | CES MMA 47                         | 17 ноября 2017 | 1     | 0:39  | Линкольн, США       | Дебют в полутяжёлом весе; Кастро не сделал вес.         |